# Червеногуш гмуркач
Червеногушият гмуркач (Gavia stellata) е вид птица от семейство Гмуркачови (Gaviidae).

## Разпространение
Видът е разпространен в арктическите райони на Северна Евразия и Северна Америка.